# ウェルズ・ストリート・ターミナル
ウェルズ・ストリート・ターミナル(Wells Street terminal)とはかつてイリノイ州シカゴのジャクソン通りとヴァン・バーレン通りの間のウェルズ・ストリートに存在したシカゴ・Lの中心市街地側の頭端式ターミナルである。1904年から1953年まで営業していた。

## 歴史
フィフス・アヴェニュー・ターミナル（初代として知られているもの）はメトロポリタン・ウェスト・サイド高架鉄道が1904年にラッシュアワーの列車を捌くために建設したものである。シカゴの他の高架鉄道と同じようにメトロポリタン・ウェスト・サイド高架鉄道はラッシュ時間帯の電車を限界までシカゴの中心市街地を走り抜けるループまで電車を直通させていたが、ピーク時の需要を満たすために必要な増発列車を直通させることはできなかった。そのために、メトロポリタン・ウェスト・サイド高架鉄道はラッシュ時の電車の一部をループに直通させる代わりに当駅に発着させることとなった。似たような形態の終着駅は他の高架鉄道会社にも存在したが、当駅にはウェルズ・ストリートのシカゴ・Lのループの線路と隣接しているばかりかシカゴ・Lのクインシー通り駅との連絡通路があるという利点が存在した。
メトロポリタン・ウェスト・サイド高架鉄道はガーフィルド・パーク本線やダグラス・パーク支線、ローガン・ストリート支線・フンボルト・パーク支線の列車を運行していた。これらの路線は今日のシカゴ交通局のブルー・ラインとピンク・ラインの運行の元となったが、ブルー・ラインの一部を除いて元の路線は残っていない。
1905年にはメトロポリタン・ウェスト・サイド高架鉄道の列車に加えオーロラ・エルジン・アンド・シカゴ鉄道（後のシカゴ・オーロラ・アンド・エルジン鉄道）のインターアーバン電車が乗り入れるようになった。当駅にはインターアーバンの中心街の終着駅としてのみ用いられるようになり、またインターアーバンの電車はループには乗り入れなかった。

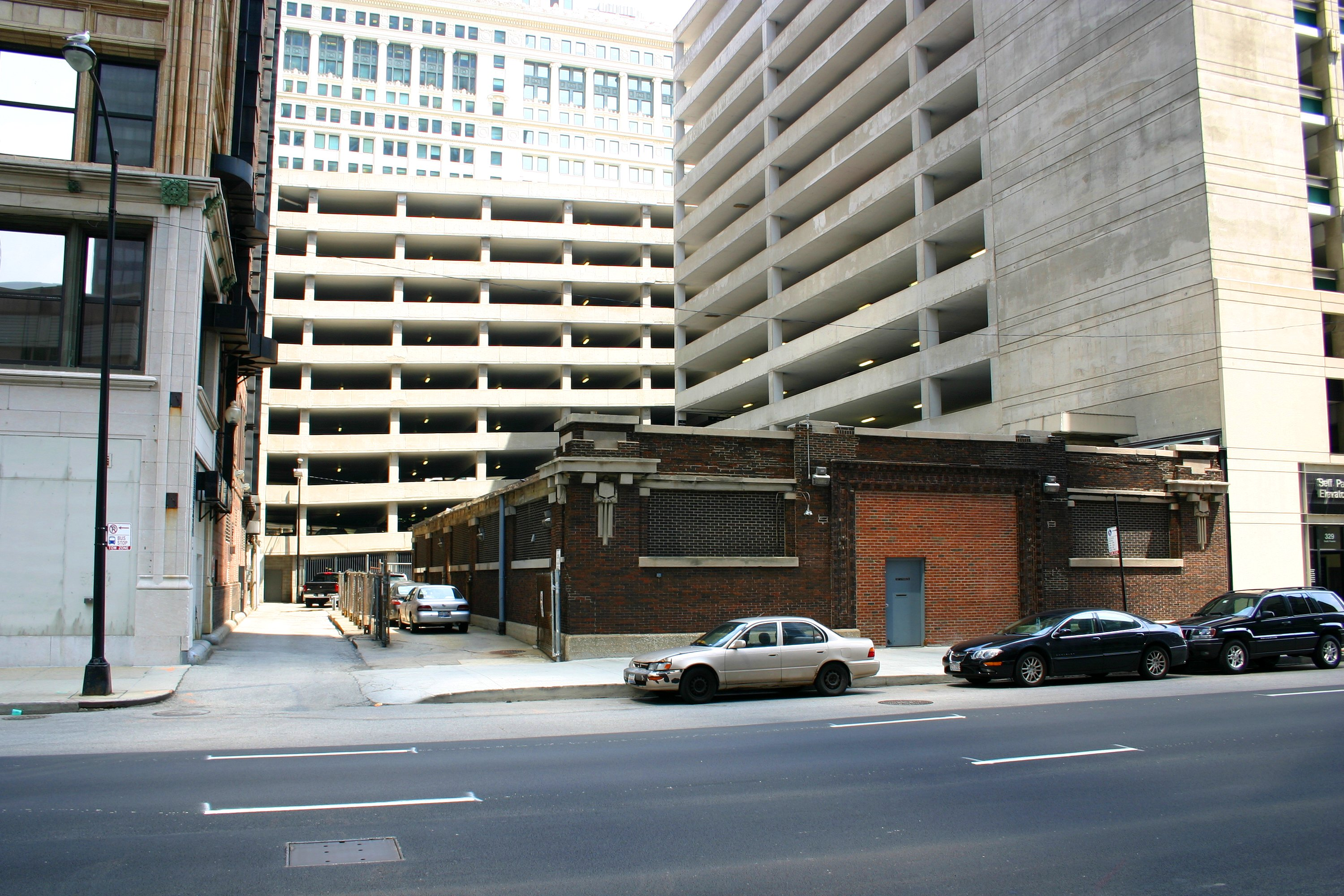
フランクリン・ストリート変電所のみがかつてのターミナルより残った

ウェルズ・ストリート・ターミナルは行き止まりの線路が4本あり二つの島式ホームを用いていた。1907年には100本以上のラッシュ時間帯の電車が当駅を使用していた。
1951年にミルウォーキー-ディアボーン地下線が完成したことによりローガン・スクエア線の電車は
そちらを回るように経路が見直され一時的な終点であったラサール/コングレス地下駅を終着駅とした。列車の発着パターンの変化と自家用車利用の増加により列車の頻度が減少し、シカゴ交通局はその年の終わりに「L」の列車の発着を終了することとなった。
第二次世界大戦後にシカゴ交通局が「L」の運営を引き継いだ後、ダイヤが改正される度に電車の頻度が減少していった。1948年にはフンオルト・パーク支線の運行がウェルズ・ストリート・ターミナルまで運行されるラッシュ時を除きダーメン駅までに短縮された。同時にすべてのローガン・スクエア支線の列車がループへと運転されるようになり、当駅を発着するのはフンボルト・パーク支線の短縮されなかった電車と一部のガーフィルド・パーク線とダグラス・パーク線の列車のみとなった。1951年2月25日にはすべてのミルウォーキー（ローガン・スクエア）線の電車は新設されたミルウォーキー-ディアボーン地下線への運行に見直されまたすべてのフンボルト・パーク線の電車がダーメン駅までのシャトル列車として運行されるようになった。その年の終わり、12月9日にはガーフィルド・パーク線とダグラス・パーク線の電車の運行が見直され、これら路線の電車もウェルズ・ストリート・ターミナルから撤退したことによって当駅の「L」の運行は終了した。
シカゴ・オーロラ・アンド・エルジン鉄道は駅の使用を続けていたが、ガーフィルド・パーク線のルート上に建設され、その高架鉄道設備の撤去を必要とするコングレス・ストリート高速道路の建設計画が問題として浮上した。その建設計画には新たに建設される高速道路の中央分離帯にミルウォーキー-ディアボーン地下線に接続する新たな都市高速鉄道や工事中の鉄道の運行を可能にする仮の線路も含まれていたが、いくつもの運営上や政治的な障害によりインターアーバンは高架鉄道の市外側の終着駅であるフォレスト・パークのデス・プレーンズ・アヴェニューまで運行を短縮することとなった。インターアーバンの利用客は1953年9月20日以降旅行を続けるためにはフォレスト・パーク駅でシカゴ交通局の電車に乗り換えなければならなくなった。
この変更によりウェルズ・ストリート・ターミナルの使用が終了することとなった。1955年には駅舎は取り壊され当駅の2本の線路は暫定的にループに接続された。しかし1958年6月22日に高速道路と新しいコングレス高速鉄道線が完成したことにより「L」のガーフィルド・パーク線は廃止されコングレス線の電車は地下鉄を経由することになった。1964年にかつてのターミナルの場所にあった接続のための線路は撤去された。

## 出展
1. ↑  “Revise Douglas and Garfield 'L' Service Dec. 9”. Chicago Daily Tribune:  p. 4. (1951年12月1日)